# Одесса (гостиница)

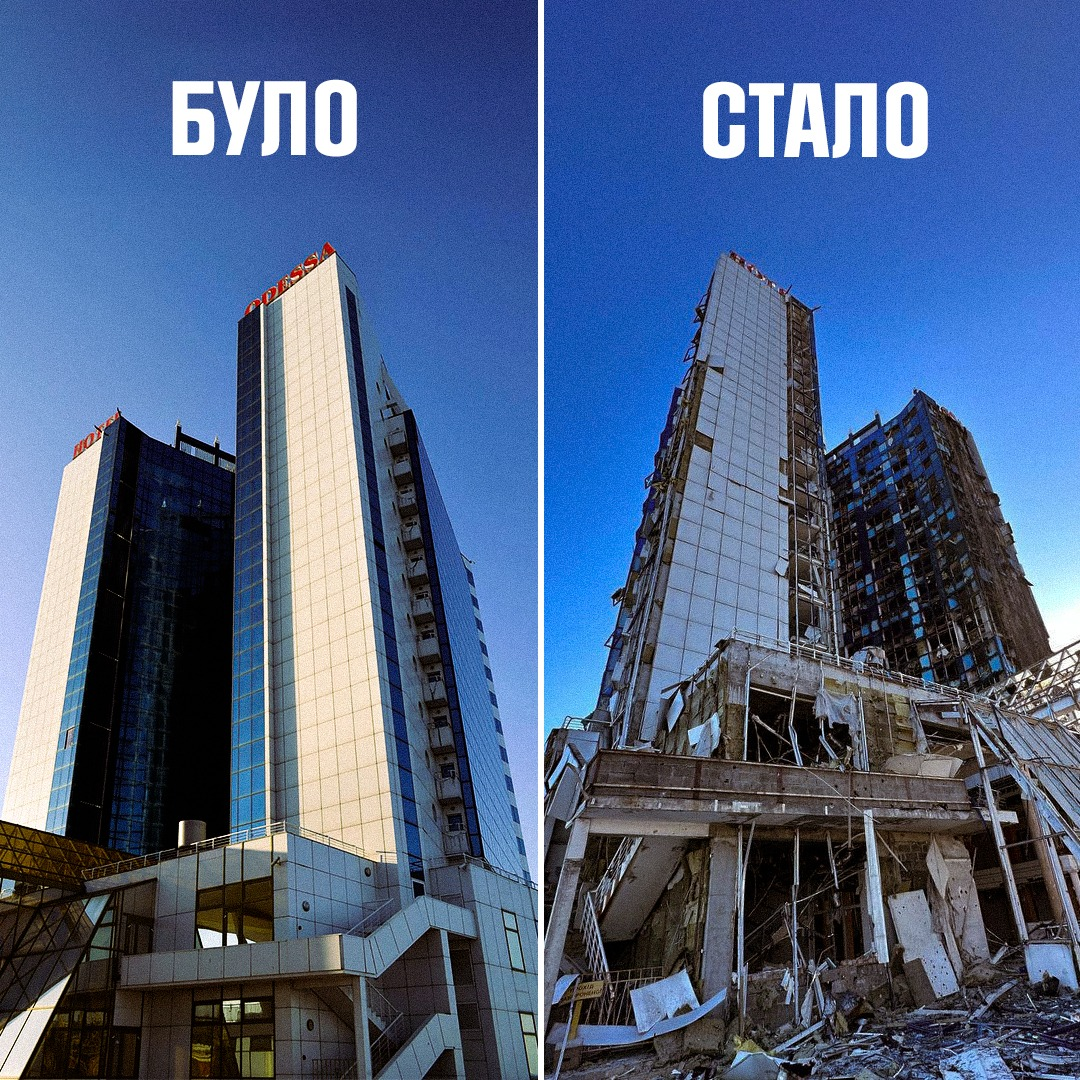
После российского удара в 2023 году

«Одесса» — туристическая гостиница, располагавшаяся в морском порту Одессы, функционировала в 2001—2011 годах.

## История
Пятизвёздочная гостиница «Одесса» была открыта в 2001 году на территории морского порта Одессы. Гостиница возводилась как за счёт государства (80 %), так и за счёт частных инвестиций (20 %); эта структура сохранилась и в вопросе собственности на туристический комплекс.
Общая площадь здания составляет 26 тыс. м², 19-этажное здание имеет высоту по шпилю в 82 метра.
Представлял из себя комплекс, состоящий из 158 номеров, из которых 132 стандартных номера, 15 номеров категории «полулюкс», 10 номеров «люкс», а также один президентский номер.
Здание гостиницы стилистически завершало образ современного морского порта.
По словам одесского журналиста Александра Филиппова, стоимость номера в отеле составляла в среднем 300—400 долларов США, но в здании проживало одновременно не более 10 человек, что не позволяло оплатить счета за коммунальные услуги. Он отмечает, что номера были неудовлетворительного качества — был сделан самый простой евроремонт, и снаружи здание выглядело не лучше, чем внутри.
В марте 2011 года на должность начальника Одесского морского порта был назначен Николай Павлюк, ему предписывалось провести открытый конкурс по отбору кандидатуры на должность директора гостиницы «Одесса». В том же году он был задержан, ему инкриминировалась незаконная трата 170 тысяч гривен на ремонт гостиницы в интересах частного лица.
В сентябре 2011 Высший хозяйственный суд отменил решение о передаче Одесским морским торговым портом гостиницы «Одесса» в пользование третьим лицам и вернул её в управление государством..
21 ноября на заседании конкурсной комиссии Одессы был выбран оператор гостиницы «Одесса» — компания «Премьер Интернейшнл» (она обладала 9-летним опытом в гостиничной сфере), однако по состоянию на 2012 год открыта так и не была.
22 апреля 2018 года руферы попали в здание гостиницы и исследовали как он выглядит изнутри: в заброшенном отеле до сих пор сохраняется мебель в комнатах и алкоголь в мини-барах; в здании отсутствуют вода, электроэнергия и Wi-Fi.
На конец 2019 года: гостиницу «Одесса» готовят к концессии; зданию требуется серьёзный ремонт как снаружи, так и внутри, его стоимость может составить около 200 млн гривен.
В ночь на 25 сентября 2023 года, в ходе российского вторжения на Украину, гостиница была частично разрушена при российской ракетной атаке города. Возник пожар.